# P. H. Newby
Percy Howard Newby CBE (n. 25 iunie 1918, Crowborough, Anglia, Regatul Unit al Marii Britanii și Irlandei – d. 6 septembrie 1997, Garsington⁠(d), South Oxfordshire, Anglia, Regatul Unit) a fost un scriitor și administrator de radiodifuziune. A fost primul câștigător al Premiului Booker, romanul său Something to Answer For fiind laureat la ediția inaugurală a premiului din 1969.

## Tinerețea
P.H. Newby, cunoscut sub numele de Howard Newby, s-a născut în Crowborough, Sussex la 25 iunie 1918 și a învățat la Hanley Castle Grammar School din Worcestershire și la St Paul's College of Education din Cheltenham. În octombrie 1939 a fost trimis în Franța pentru a lupta în al Doilea Război Mondial, cu grad de soldat în Royal Army Medical Corps. Unitatea sa a fost una care a fost evacuată. Apoi a fost trimis în Orientul Mijlociu și a luptat în deșertul egiptean.  

## Carieră
Newby a fost lăsat la vatră în decembrie 1942, după care a predat literatura engleză la Universitatea Regele Fouad din Cairo până în 1946. Unul dintre studenții săi a fost editorul egiptean Mursi Saad El-Din.  
Din 1949 până în 1978 a fost angajat de BBC, debutând ca producător de radio și continuând mai apoi să fie controlor al Programului al Treilea și al Radio Three, director de programe (radio) și, în final, director general al BBC Radio.   
Primul său roman, A journey into the interior, a fost publicat în 1946. În 1945 a publicat primul său roman, "Călătorie spre interior", care în anul următor a primit un premiu Atlantic în literatură. În același an, s-a căsătorit cu Joan Thompson, fiica unui brutar din Wendover, Anglia. A scris despre părul lung pe care îl avea atunci când s-au întâlnit pentru prima oară în povestirea sa "Fiica brutarului". Apoi s-a întors în Anglia pentru a scrie. În același an a primit un Premiu Atlantic pentru literatură, iar doi ani mai târziu a primit premiul Somerset Maugham. În 1947, John Lehmann a publicat povestea de aventură pentru băieți „Spiritul lui Jem” scrisă de Newby cu 41 de desene și o folie de praf colorată de Keith Vaughan. Începând cu Dansurile Marinarului  în anul 1948, anul în care a primit Premiul Somerset Maugham, Newby a publicat primul set de romane în mediul rural din Anglia sau Țara Galilor. 
El a fost decorat cu Ordinul Imperiului Britanic pentru activitatea sa ca director general al BBC Radio. 
Autorul, prietenul și colegul Anthony Thwaite afirma în necrolog său: „P.H. Newby a fost unul dintre cei mai buni romancieri de limba engleză din cea de-a doua jumătate a secolului”. 

## Romane
- O călătorie spre interior (1945)
- Spiritul lui Jem (1947)
- Reprezentanți și martori (1947)
- Dansurile Marinarului (1948)
- Alergătorii după pradă (1949)
- Pășunea de zăpadă (1949)
- Tînăra May Moon(1950)
- Un sezon în Anglia (1951)
- Un pas către tăcere (1952)
- Retragerea (1953)
- Picnic la Sakkara (1955)
- Revoluția și trandafirii (1957)
- Zece mile de la oriunde (1958)
- Un oaspete și plecarea lui (1960)
- Lumina Barbarului (1962)
- Unul dintre fondatori (1965)
- Ceva de raspuns pentru (1968)
- O mulțime de întrebat (1973)
- Kith (1977)
- Sentimentele s-au schimbat (1981)
- Înclinându-se în vânt (1986)
- Venind cu Fluxul (1991)
- Ceva despre femei (1995)

## Non-ficțiune
- Maria Edgeworth (1950)
- Romanul, 1945-1950 (1951)
- Utilizările radiodifuzării (1978)
- Povestea Egiptului (1979)
- Războinicul faraonilor (1980)
- Saladin în timpul său (1983)

## Legături externe
- Site-ul de informare pentru PH Newby